# Wapen van Giekerk

Wapen van Giekerk

Het wapen van Giekerk is het dorpswapen van het Nederlandse dorp Giekerk, in de Friese gemeente Tietjerksteradeel. Het wapen werd in 1984 geregistreerd.

## Beschrijving
De officiële blazoenering luidt in het Fries als volgt:
in skyld fan goud, mei in read skyldhaad; it skyld beladen mei trije peallen, fan it ien yn it oar; oer alles hinne in út 'e grûn skuorde beam fan grien.
De Nederlandse vertaling luidt als volgt:
een schild van goud, met een rood schildhoofd; het schild beladen mei drie palen, van het een in het ander; over alles heen een uit de grond gescheurde boom van groen.
De heraldische kleuren zijn: goud (goud), keel (rood) en sinopel (groen).

## Symboliek
- Verspringende stroken: staan voor de stroken grond met boomwallen in de Friese Wouden. Het bovenste deel van het schild duidt op de akkerbouw terwijl het onderste deel staat voor het grasland.[2]
- Rode vlakken: symboliseren de bebouwing van het dorp.[2]
- Gouden vlakken: verwijzen naar de zandgrond waar het dorp op gelegen is.[2]

## Zie ook

Vlag van Giekerk